# 野球スウェーデン代表
野球スウェーデン代表（やきゅうスウェーデンだいひょう）は、スウェーデンにおける野球のナショナルチームである。WBSCヨーロッパに所属している。WBSC世界ランキングは29位（2023年11月2日発表時点）。
欧州における古豪であり、欧州野球選手権ではオランダ、スペイン、イタリアに次いで4番目に多い32回の出場経験を有している。1981年の第17回大会と、1993年に自国開催した第23回大会で3位入賞が2回ある。
IBAFワールドカップには、1994年の第32回大会、2005年の第36回大会、2009年の第38回大会に出場。1994年は予選リーグ1勝6敗の7位で敗退。2005年は1勝7敗で16位。自国開催の2009年は1次ラウンドで3連敗し敗退。

## 歴史
スウェーデンで初めて野球がプレーされたのは、遅くとも1904年のことである。Göteborgs-Posten紙のアーカイブに、イェーテボリ近郊の街へデンでの野球の試合の様子が残されている。
初めての公式試合は1912年7月15日にストックホルム五輪の関連イベントとして行われたもので、1910年に同国初の野球チームとして設立されたヴェステロース・ベースボール・クラブがアメリカ代表選手で構成されたチームと対戦し、3-13で敗れた。
ヴェステロース・ベースボール・クラブは1920年ごろまでエキシビションマッチを続けたが、1920年代初頭には活動が途絶え、同国で再び野球がプレーされるようになったのは1944年のことであった。同年3月19日、スネ・ルンドベリらによってストックホルム・ベースボール・クラブが設立され、4月29日に最初の試合を行った。彼らの主な対戦相手は、ストックホルムのブロンマ地区に駐留していたアメリカ空軍だった。
1950年代初頭には、代表チームが編成され国際試合に臨むようになった。初の国際試合は1952年のヘルシンキ五輪のエキシビションマッチで、フィンランドと対戦し4-9で敗れた。1955年にはドイツで3試合を戦い、国外で初めての勝利を収めた。
1956年にはスウェーデン野球協会が設立され、代表チームとカナダ海軍やアメリカ海軍との交流試合が開催された。アメリカ海軍との試合には500人以上の観客が訪れたとされる。
1960年からは欧州野球選手権に参戦したが、同年の第6回大会では参加4か国中4位、1962年の第7回大会では参加7か国中7位と、好成績を挙げるには至らなかった。協会はコーチングの専門知識を求めて国外に目を向け、ビル・アルセ、グレン・ゴスティック、ロン・ブラウンといったコーチを招聘した。その成果が現れ、1964年には欧州野球選手権でフランスを5-0で破り、同大会初勝利を挙げた。1967年にはオーケ・ヘドベリが欧州野球選手権におけるスウェーデン選手初のホームランを放った。
1974年には欧州野球選手権の予選が初めてスウェーデンで開催され、イギリスに9-1で勝利した。
1993年には欧州野球選手権を自国で開催。準決勝でイタリアに5-8で敗れたものの、3位決定シリーズでフランスに2勝1敗と勝ち越し、6大会ぶりとなる過去最高成績の3位入賞を果たした。しかし同大会の開催は興行的には厳しい結果となり、協会は大きな財政赤字を背負った。 
2005年以降は欧州野球選手権での準決勝進出を果たしていないものの、2023年の第37回大会ではグループステージでイタリアに8-3で勝利する金星を挙げ、最終成績は8位となった。

## 国際大会

### ワールド・ベースボール・クラシック
| 回 | 年   | 開催地                                                                       | 順位   |
| -- | ---- | ---------------------------------------------------------------------------- | ------ |
| 1  | 2006 | アメリカ合衆国の旗 · 日本の旗 · プエルトリコの旗                             | 不参加 |
| 2  | 2009 | アメリカ合衆国の旗 · 日本の旗 · プエルトリコの旗 · メキシコの旗 · カナダの旗 | 不参加 |
| 3  | 2013 | アメリカ合衆国の旗 · 日本の旗 · プエルトリコの旗 · 中華民国の旗              | 不参加 |
| 4  | 2017 | アメリカ合衆国の旗 · 日本の旗 · 大韓民国の旗 · メキシコの旗                  | 不参加 |
| 5  | 2023 | アメリカ合衆国の旗 · 日本の旗 · 中華民国の旗                                 | 不参加 |
| 6  | 2026 |                                                                              |        |

### オリンピック
| 回 | 年   | 開催地     | 順位     |
| -- | ---- | ---------- | -------- |
| 26 | 1992 | バルセロナ | 予選敗退 |
| 27 | 1996 | アトランタ | 予選敗退 |
| 28 | 2000 | シドニー   | 予選敗退 |
| 29 | 2004 | アテネ     | 予選敗退 |
| 30 | 2008 | 北京       | 予選敗退 |
| 33 | 2021 | 東京       | 予選敗退 |

### WBSCプレミア12
| 回 | 年   | 開催地                                                | 順位                                     |
| -- | ---- | ----------------------------------------------------- | ---------------------------------------- |
| 1  | 2015 | 日本の旗 · 中華民国の旗                               | 参加資格無し（世界ランキング53位のため） |
| 2  | 2019 | 日本の旗 · 中華民国の旗 · 大韓民国の旗 · メキシコの旗 | 参加資格無し（世界ランキング34位のため） |
| 3  | 2024 | 日本の旗 · 中華民国の旗 · メキシコの旗                | 参加資格無し                             |

### 欧州野球選手権
| 回 | 年     | 開催地        | 順位     |
| -- | ------ | ------------- | -------- |
| 1  | 1955年 | ベルギー      | 予選敗退 |
| 2  | 1955年 | スペイン      | 予選敗退 |
| 3  | 1956年 | イタリア      | 予選敗退 |
| 4  | 1957年 | 西ドイツ      | 予選敗退 |
| 5  | 1958年 | オランダ      | 予選敗退 |
| 6  | 1960年 | スペイン      | 4位      |
| 7  | 1962年 | オランダ      | 7位      |
| 8  | 1964年 | イタリア      | 4位      |
| 9  | 1965年 | スペイン      | 5位      |
| 10 | 1967年 | ベルギー      | 5位      |
| 11 | 1969年 | 西ドイツ      | 6位      |
| 12 | 1971年 | イタリア      | 8位      |
| 13 | 1973年 | オランダ      | 5位      |
| 14 | 1975年 | スペイン      | 5位      |
| 15 | 1977年 | オランダ      | 5位      |
| 16 | 1979年 | イタリア      | 4位      |
| 17 | 1981年 | オランダ      | 3位      |
| 18 | 1983年 | イタリア      | 5位      |
| 19 | 1985年 | オランダ      | 4位      |
| 20 | 1987年 | スペイン      | 5位      |
| 21 | 1989年 | フランス      | 4位      |
| 22 | 1991年 | イタリア      | 7位      |
| 23 | 1993年 | スウェーデン  | 3位      |
| 24 | 1995年 | オランダ      | 7位      |
| 25 | 1997年 | フランス      | 8位      |
| 26 | 1999年 | イタリア      | 7位      |
| 27 | 2001年 | ドイツ        | 12位     |
| 28 | 2003年 | オランダ      | 4位      |
| 29 | 2005年 | チェコ        | 8位      |
| 30 | 2007年 | スペイン      | 6位      |
| 31 | 2010年 | ドイツ        | 5位      |
| 32 | 2012年 | オランダ      | 6位      |
| 33 | 2014年 | ドイツ チェコ | 11位     |
| 34 | 2016年 | オランダ      | 8位      |
| 35 | 2019年 | ドイツ        | 12位     |
| 36 | 2021年 | イタリア      | 12位     |
| 37 | 2023年 | チェコ        | 8位      |

### ワールドカップ
- 1994年 - 15位
- 2005年 - 16位
- 2009年 - 1次ラウンド敗退

### インターコンチネンタルカップ
- 全年 - 不参加

### イタリアンベースボールウィーク
- 2005年 - 不参加
- 2007年 - 不参加
- 2009年 - 不参加
- 2010年 - 4位
- 2012年 - 不参加
- 2014年 - 不参加

## 世界ランキング
WBSCが発表している男子野球世界ランキングにおいて、スウェーデンの順位は以下の通りである。
| 回 | 発表日         | 順位 | 変動 | ポイント |
| -- | -------------- | ---- | ---- | -------- |
| 1  | 2012年12月31日 | 30   | +-0  | 27.5     |
| 2  | 2014年12月31日 | 53   | 23   | 7.13     |
| 3  | 2016年12月31日 | 32   | 21   | 204      |
| 4  | 2018年9月25日  | 34   | 2    | 161      |
| 5  | 2018年12月17日 | 34   | +-0  | 161      |
| 6  | 2019年12月31日 | 44   | 10   | 117      |
| 7  | 2020年3月18日  | 46   | 2    | 117      |
| 8  | 2021年6月28日  | 72   | 26   | 22       |
| 9  | 2021年8月11日  | 73   | 1    | 22       |
| 10 | 2021年12月31日 | 40   | 33   | 116      |
| 11 | 2022年12月31日 | 37   | 3    | 116      |
| 12 | 2023年3月28日  | 39   | 2    | 116      |
| 13 | 2023年8月15日  | 33   | 6    | 116      |
| 14 | 2023年10月5日  | 29   | 4    | 271      |
| 15 | 2023年11月2日  | 29   | +-0  | 271      |